# Guerra fredda temporale
Nell'universo fantascientifico di Star Trek, la guerra fredda temporale è un conflitto combattuto da varie fazioni, alcune delle quali dotati della tecnologia per viaggiare nel tempo o comunicare attraverso esso, tra il III e l'inizio del IV millennio, al fine di modificare la storia.
È uno dei temi ricorrenti della serie Star Trek: Enterprise: viene introdotta nel pilot Prima missione e rappresenta uno dei centri dell'intera terza stagione, concludendosi all'inizio della quarta.

## Partecipanti
Alcune tra le varie fazioni sono:
- Gli agenti temporali federali del XXXI secolo, in grado di viaggiare nel tempo, che in base alla Prima direttiva temporale cercano di impedire qualsiasi intervento nella storia; sono rappresentati da Daniels.
- L'equipaggio dell'Enterprise (NX-01), del XXII secolo, coinvolta dai sulibani nel tentativo di causare una guerra civile tra i Klingon, e in seguito dai Costruttori di sfere.
- I Sulibani del XXII secolo, guidati da una fazione del XXIX secolo in grado di comunicare attraverso il tempo ma non di viaggiare.
- I Costruttori di sfere, in grado di prevedere il futuro a grandi distanze (alcuni secoli); costruiscono la Distesa Delfica e coinvolgono gli Xindi del XXII secolo per distruggere la Terra per impedire che la Federazione blocchi la loro invasione nel XXVI secolo nella battaglia di Procion V.
- I Tholiani del XXII secolo, che tentano di appropriarsi di una navetta temporale proveniente dal futuro[1]
- I Na'kuhl, una fazione in grado di spostarsi attraverso il tempo senza essere individuata;  modificano la storia terrestre del XX secolo per aiutare la Germania nazista a vincere la seconda guerra mondiale.[2]

## Storia
Prima dell'inizio della guerra fredda furono stipulati gli "Accordi Temporali", con cui i firmatari si impegnavano a preservare l'integrità della linea temporale originale, usando il viaggio nel tempo solo per scopi di studio. Gli accordi furono poi rifiutati da alcune fazioni, che iniziarono a modificare (o a tentare di modificare) la storia a proprio vantaggio, pur senza iniziare un conflitto aperto.
Tra questi interventi vi fu il tentativo (da parte dei Na'kuhl) d'impedire lo sviluppo dei sulibani, che venne evitato dagli agenti temporali del XXXI secolo. Alcuni sulibani furono, prima del 2151, contattati da una fazione del XXIX secolo, e iniziarono a operare sotto il loro comando, formando una Cabala i cui membri venivano pagati attraverso miglioramenti genetici. Tra i loro compiti vi fu il tentativo di far scoppiare una guerra civile tra i klingon, sventato dall'Enterprise; in seguito ricevettero l'ordine di proteggerla da un'avaria che l'avrebbe fatta esplodere e poi di bloccarne la missione provocando la distruzione di una colonia pangarana facendo ricadere la colpa sull'equipaggio, evento che causò, indirettamente, un'anomalia che distrusse la civiltà della Terra del XXXI secolo e la possibilità di comunicare col loro maestro (se non il loro maestro stesso). Uno dei sulibani maggiormente coinvolto era Silik.
Nel frattempo, alcune migliaia di anni prima, gli esseri di un "reame transdimensionale" depositarono in una zona di spazio (nota come Distesa Delfica) 78 sfere (una del diametro di 29 km, ma si presume siano tutte uguali) con cui trasformare la Distesa in modo che potesse sostenere la loro vita. I Costruttori di sfere, come furono chiamati, nel XXII secolo informarono gli Xindi (una specie della Distesa) che i terrestri avrebbero distrutto il loro pianeta e li convinsero a costruire un'arma per distruggere la Terra. Erano in grado di "vedere" il futuro, e il loro scopo era d'impedire che la Federazione (in cui erano entrati gli Xindi), nel XXVI secolo, li sconfiggesse nella battaglia di Procion V, impedendo la loro invasione. La fazione da cui i sulibani dipendevano informò tuttavia il capitano Jonathan Archer del proposito degli Xindi, e l'Enterprise partì per la Distesa Delfica per convincere gli Xindi a non completare l'arma.
Nel frattempo i Na'kuhl, comandati da Vosk, avevano viaggiato nel XX secolo, uccidendo Lenin e scatenando una serie di eventi che portò la Germania nazista a invadere la costa est degli Stati Uniti nel corso della seconda guerra mondiale. I Na'kuhl si accordarono con i nazisti, ai quali fornirono armi e tecnologia in cambio di risorse per costruire un potente portale temporale. Anche questa invasione fu fermata dall'Enterprise, che riuscì così a porre termine alla guerra fredda temporale.